# (9729) 1981 RQ
A (9729) 1981 RQ a Naprendszer kisbolygóövében található aszteroida. Antonín Mrkos fedezte fel 1981. szeptember 7-én.